# Jim DeRogatis
James "Jim" Peter DeRogatis, född 2 september 1964 i Jersey City i New Jersey, är en amerikansk musikkritiker och programledare för radioshowen Sound Opinions. DeRogatis har skrivit artiklar för tidskrifter såsom Spin, Guitar World och Modern Drummer, och recenserade popmusik för Chicago Sun-Times i 15 år.